# Sławomir Celiński
Sławomir Celiński (ur. 17 maja 1852 w Warszawie, zm. 14 maja 1918 tamże) – polski inżynier i architekt, rzeźbiarz.

## Życiorys
W 1868 rozpoczął naukę w krakowskiej Szkole Sztuk Pięknych pod kierunkiem Władysława Łuszczkiewicza, Walerego Gadomskiego i Jana Matejki. Po ukończeniu szkoły w 1874 uzyskał stypendium rządowe i wyjechał kontynuować studia na Akademii Sztuk w Wiedniu, gdzie zdobywał wiedzę w pracowni Kaspara Zumbuscha, w międzyczasie podróżując do Włoch. Powrócił do Warszawy w 1877. Równocześnie pracował w Warszawie, w fabryce fajansów w Nieborowie oraz jako kierownik artystyczny w fabryce terakoty i majoliki należącej do Pawła Puzyny w Grużach na Litwie. W 1889 otrzymał stanowisko modelatora w petersburskiej Cesarskiej Fabryce Porcelany. Brał udział w wystawach tamtejszej Akademii Sztuk Pięknych (m.in. w 1892, 1894 i 1898). W 1890 wykonał płaskorzeźbę z popiersiem dr. S. Botkina, która znajduje się do dziś na gmachu szpitala im. Botkina w Moskwie, a w 1891 popiersie wybitnego chirurga dr. Je. Bogdanowskiego do westybulu petersburskiej Akademii Wojskowo-Medycznej. W Muzeum Rosyjskim w Petersburgu znajduje się biust portretowy wybitnego malarza, archeologa i profesora Fiodora Sołncewa (1892). W 1893 zdjął maskę pośmiertną z Piotra Czajkowskiego. W 1899 wyjechał do Mandżurii, gdzie pracował przy budowie Kolei Chińsko-Wschodniej. Był autorem pomnika, upamiętniającego zakończenie budowy tej linii, postawionego w Harbinie. Odbył też podróż do Ameryki Północnej, gdzie podejmował się prac architektonicznych. Po 1902 osiadł na stałe w Warszawie.
Celiński w początkach swojej działalności stosował styl akademicko-klasycystyczny, tworzył popiersia, medialony, rzeźby figuralne i nagrobkowe. W dziełach, które powstały po 1900, zauważalny jest wpływ secesji. Do czasów współczesnych zachowały się nieliczne prace Sławomira Celińskiego. Do jego dorobku należy prezentowana w Muzeum Narodowym w Warszawie grupa rzeźbiarska Świst i Poświst. Przedstawia ona dwa bóstwa słowiańskie. Istnieją dowody, że Celiński chciał stworzyć ponad naturalnych rozmiarów model tej rzeźby i wyeksponować go w plenerze Warszawy. Mniej znaną rzeźbą przypisywaną Celińskiemu jest nawiązująca stylem do dzieła Donatella rzeźba Dawid, która stoi przed Pałacem Sobańskich w Warszawie.

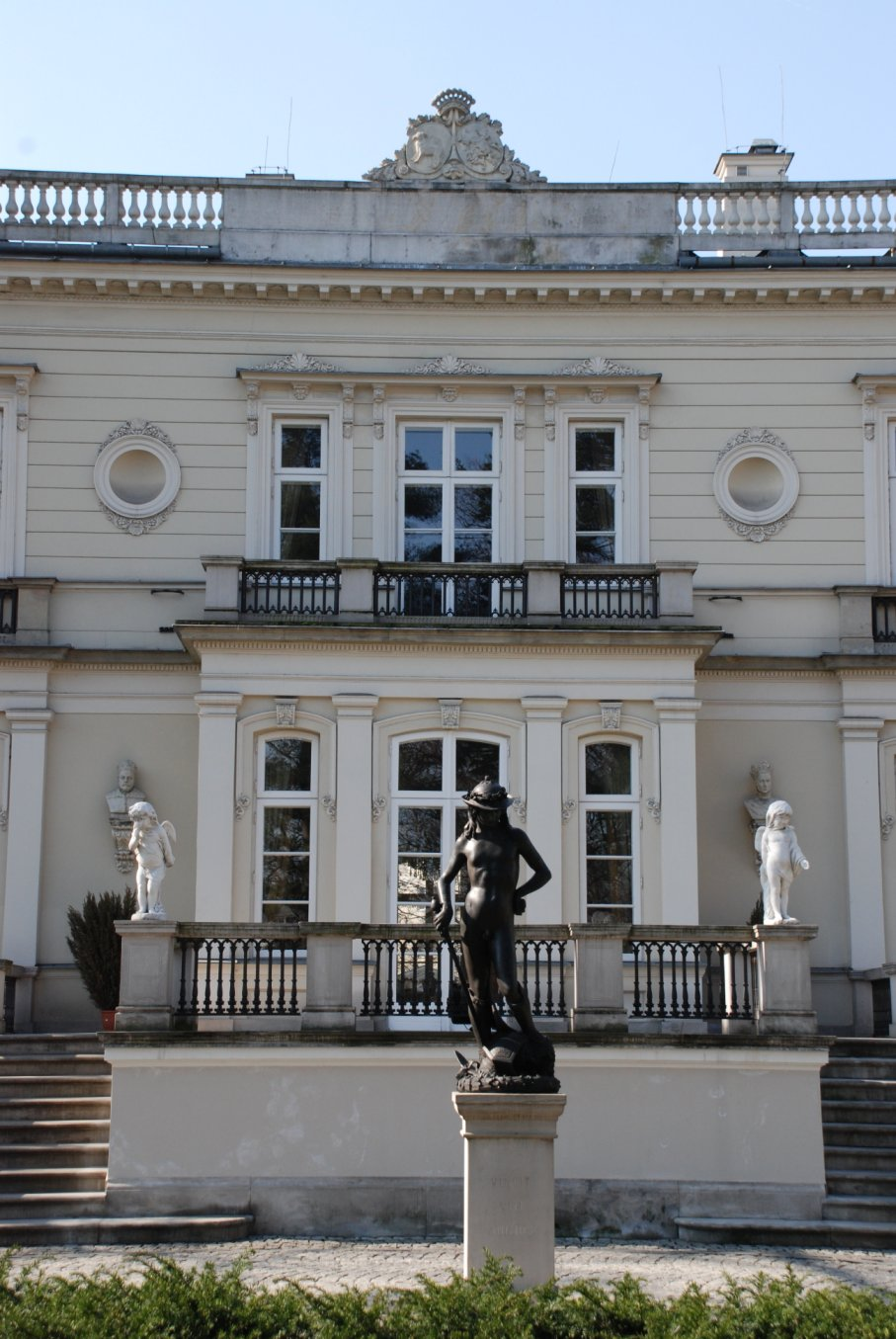
Dawid przed Pałacem Sobańskich
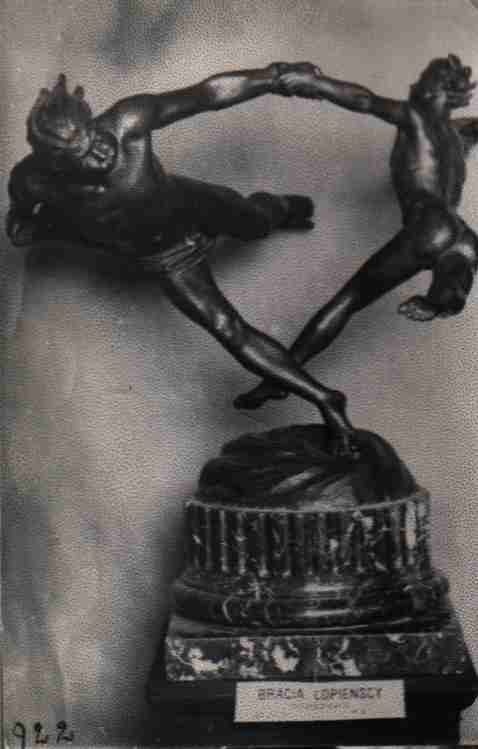
Świst Poświst
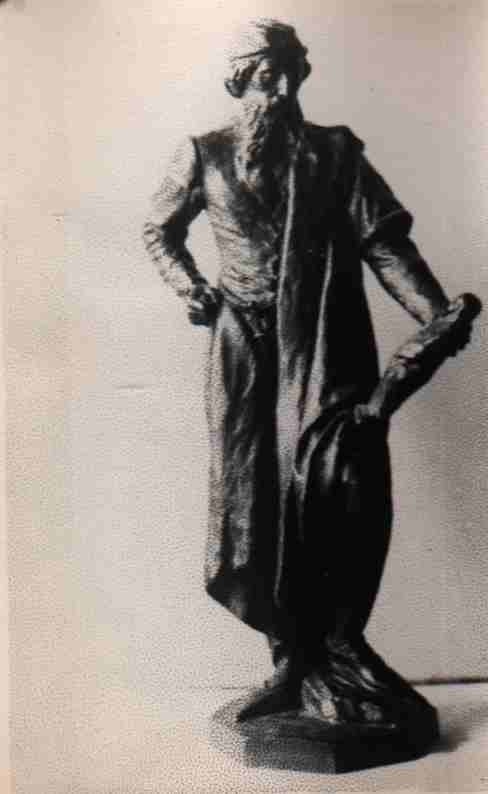
Tytuł nieznany
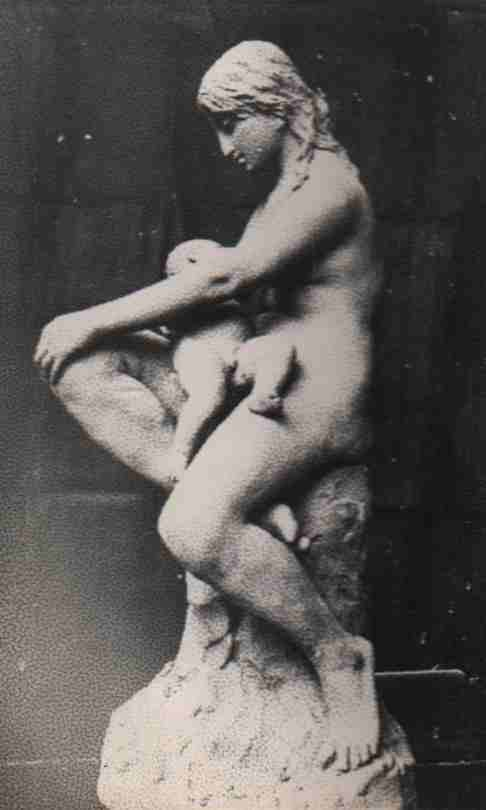
Tytuł nieznany

## Literatura dodatkowa
- Helena d’Abancourt: Celiński Sławomir. W: Polski Słownik Biograficzny. T. 3: Brożek Jan – Chwalczewski Franciszek. Kraków: Polska Akademia Umiejętności – Skład Główny w Księgarniach Gebethnera i Wolffa, 1937, s. 224. Reprint: Zakład Narodowy im. Ossolińskich, Kraków 1989, ISBN 83-04-03291-0